# Larix
Genre
Classification phylogénétique
Larix est un genre de plantes de la famille des Pinaceae. Ce sont des arbres originaires des régions tempérées en altitude, de l'hémisphère nord. Les espèces sont couramment appelées « mélèzes ».
Ces arbres atteignent facilement 20-45 mètres de haut (certains spécimens de Larix occidentalis dépassent parfois les 65 mètres). Ils sont à feuilles caduques, caractéristique assez rare chez les conifères.

## Liste des espèces
On en rencontre 12 espèces et un hybride interspécifique connu :
- Larix czekanowskii Szafer
- Larix decidua Mill. — mélèze d'Europe
- Larix × eurolepis Henry[1] (Larix decidua × Larix kaempferi) — mélèze hybride[2]
- Larix gmelinii (Rupr.) Rupr. — mélèze de Dahurie
  - Larix gmelinii var. gmelinii
  - Larix gmelinii var. japonica (Maxim. ex Regel) Pilg.
  - Larix gmelinii var. olgensis (A.Henry) Ostenf. & Syrach
  - Larix gmelinii var. principis-rupprechtii (Mayr) Pilg.
- Larix griffithii Hook.f.
  - Larix griffithii var. griffithii
  - Larix griffithii var. speciosa (W.C.Cheng & Y.W.Law) Farjon
- Larix kaempferi (Lamb.) Carrière — mélèze du Japon
- Larix kongboensis R.R.Mill
- Larix laricina (Du Roi) K.Koch  — mélèze laricin (Amérique du Nord)
- Larix lyallii Parl. — mélèze subalpin
- Larix mastersiana Rehder & E.H.Wilson
- Larix occidentalis Nutt. — mélèze de l'Ouest
- Larix potaninii Batalin 
  - Larix potaninii var. australis A.Henry ex Hand.-Mazz.
  - Larix potaninii var. chinensis L.K.Fu & Nan Li
  - Larix potaninii var. himalaica (W.C.Cheng & L.K.Fu) Farjon & Silba
  - Larix potaninii var. potaninii
- Larix sibirica Ledeb.— mélèze de Sibérie

## Parasitisme
Sur l'ensemble de l'aire de répartition du genre et pour de nombreuses espèces de Mélèze, les cônes sont régulièrement parasités par des larves de mouches du genre Strobilomyia. Dans les Alpes, le Mélèze d'Europe ne fait pas exception. Cependant, ses plantations en dehors de son aire d'origine semblent peu concernées.

## Hybride
Un mélèze hybride (Larix × marschlinsii) est apparu plus ou moins simultanément en Suisse et en Écosse lorsque le mélèze d'Europe (L. decidua) et le mélèze du Japon (L. kaempferi) ont été plantés ensemble.

## Usage tinctorial
Ses aiguilles tombées en automne, devenues jaunes peuvent teindre la laine (lui donnant une couleur brune).